# Rõõsa järv
Rõõsa järv är en sjö i Estland.   Den ligger i landskapet Harjumaa, i den centrala delen av landet, 40 km sydost om huvudstaden Tallinn. Rõõsa järv ligger 84 meter över havet.  I omgivningarna runt Rõõsa järv växer i huvudsak blandskog.